# Analito

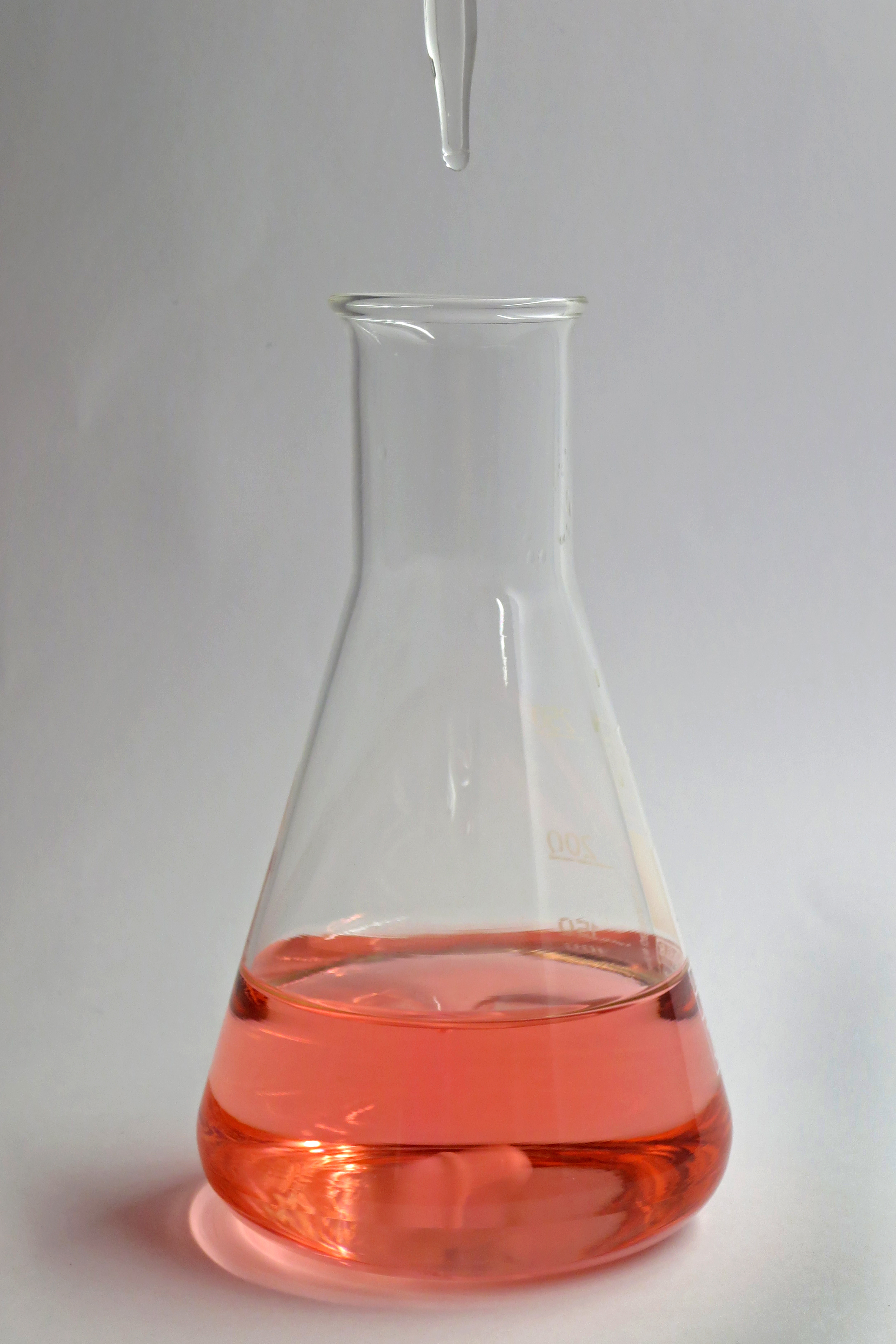
Em uma titulação ácido-base, podemos ter a substância ácida a ser mensurada (analito) e a substância básica de concentração conhecida (titulante).

Analito  é uma substância ou componente químico, em uma amostra, que é alvo de análise em um ensaio. Tecnicamente, os experimentos sempre procuram para medir as propriedades de analitos, já que em si não podem ser medidos. Por exemplo, não se pode medir uma mesa (analito-componente), mas sim a altura, largura, etc. Da mesma forma, não se pode medir a glicose, mas se pode medir a concentração de glicose. Neste exemplo "glicose" é o componente e "concentração" é a propriedade mensurável.